# فينوس (أغنية شوكنج بلو)
فينوس (بالإنجليزية: Venus)‏ هي أغنية لفريق الروك الهولندي «شوكنج بلو Shocking Blue»، صدرت في البداية كأغنية فردية في هولندا في صيف عام 1969، وتصدرت الأغنية، التي كتبها روبي فان ليوين، قوائم أفضل الأغاني في تسع دول، في عام 1981، تم استخدامها كبداية لألبوم «نجوم على 45»، وفي عام 1986، قامت فرقة الفتيات الإنجليزية «باناناراما» بغناء الأغنية ضمن ألبوم «اعترافات حقيقية True Confessions» حيث وصلت إلى المركز الأول في ستة بلدان. تم استخدام الأغنية في العديد من الأفلام والبرامج التلفزيونية والإعلانات التجارية، وتم غناء نسخ منها عشرات المرات بأصوات فنانين مختلفين من جميع أنحاء العالم.

## خلفية الأغنية
صدرت «فينوس» في هولندا في يوليو 1969 كأغنية واحدة، وعلى الوجه الآخر من الاسطوانة كانت أغنية «هوت ساند Hot sand». بلغت الأغنية ذروتها في المرتبة الثالثة في قائمة أفضل 40 أغنية هولنديًا في 12 يوليو 1969، وظلت في هذا المركز لمدة خمسة أسابيع. في وقت لاحق من ذلك العام، تم إصدار «فينوس» في عدة دول أوروبية ودول أخرى في جميع أنحاء العالم. صعدت الأغنية إلى المركز الأول في 7 فبراير 1970، ضمن قوائم البيلبورد Billboard Hot 100  في الولايات المتحدة، وفي 28 يناير 1970، تم منحها الاسطوانة الذهبية من قبل جمعية صناعة التسجيلات الأمريكية (Recording Industry Association of America (RIAA، للمبيعات التي تجاوزت مليون نسخة في الولايات المتحدة. باعت الأغنية في جميع أنحاء العالم، أكثر من 7.5 مليون نسخة.

## طاقم العزف والتسجيل
ماريسكا فيريس: غناء
مات أيتكين: جيتار
مايك ستوك: لوحات المفاتيح (كيبورد)
غاري هيوز: لوحات المفاتيح (كيبورد)
أ. لين: طبول

## كلمات الأغنية
إلهة على قمة جبل A goddess on a mountain top
تشتعل مثل لهب الفضة Was burning like a silver flame
قمة الجمال والحب The summit of beauty and love
وكان اسمها فينوس And Venus was her name
لقد حصلت عليه She's got it
نعم حبيبتي، لقد حصلت عليه Yeah baby, she's got it
حسنًا، أنا فينوس خاصتك Well, I'm your Venus
أنا نارك I'm your fire
حسب رغبتك At your desire
حسنًا، أنا فينوس خاصتك Well, I'm your Venus
أنا نارك I'm your fire
حسب رغبتك At your desire
كانت أسلحتها هي عيون الكريستال Her weapons were her crystal eyes
تصيب كل رجل بالجنون Making every man mad
كانت سوداء مثل الليل المظلم Black as the dark night she was
لديها ما لا تملكه أي واحدة آخرى Got what no one else had
لقد حصلت عليه She's got it
نعم حبيبتي، لقد حصلت عليه Yeah baby, she's got it
حسنًا، أنا فينوس خاصتك Well, I'm your Venus
أنا نارك I'm your fire
حسب رغبتك At your desire
حسنًا، أنا فينوس خاصتك Well, I'm your Venus
أنا نارك I'm your fire
حسب رغبتك At your desire

## وصلات خارجية
https://www.allmusic.com/artist/shocking-blue-mn0000029604/discography فينوس (أغنية شوكنج بلو)
https://www.songfacts.com/facts/shocking-blue/venus فينوس (أغنية شوكنج بلو)